# Mirfak
Mirfak (α Persei, Alpha Persei) liegt im Zentrum des Sternbilds Perseus und ist dessen hellster Stern. Seine scheinbare Helligkeit beträgt etwa 1,8, womit er zu den 50 hellsten Sternen am Nachthimmel gehört. Mirfak ist ein gelber Überriese; seine Masse ist rund elfmal so groß wie die der Sonne, sein Durchmesser rund 56-mal so groß wie der der Sonne.
Man findet Alpha Persei leicht am Himmel, wenn man die zweite Linie des Buchstabens W, der vom Sternbild Cassiopeia gebildet wird, um etwa das fünffache über den Stern Delta Cassiopeiae – er bildet den ersten Winkel des W – hinaus verlängert.
Mirfak ist Teil der Fünfsternreihe.
Neben Mirfak ist ein weiterer Eigenname Algenib, was zu Verwechslungen mit dem gleichnamigen Stern im Sternbild Pegasus führen kann. Beide Namen sind arabischen Ursprungs. Mirfak, auch Mirphak geschrieben, kommt vom arabischen المرفق الثريا / al-mirfaq aṯ-ṯurayyā / ‚Ellenbogen der Plejaden‘. Algenib, auch Algeneb, Elgenab, Gęnib, Chenib oder Alchemb, leitet sich ab von الجنب / al-ǧanb oder الجانب / al-ǧānib / ‚die Flanke‘.
Die IAU Working Group on Star Names (WGSN) hat am 20. Juli 2016 den Eigennamen Mirfak als standardisierten Eigennamen für diesen Stern festgelegt.